# Obereopsis aurata
Obereopsis aurata là một loài bọ cánh cứng trong họ Cerambycidae.